# Lista de exoplanetas descobertos em 2021
Esta é uma Lista de exoplanetas descobertos em 2021.
Para exoplanetas detectados apenas pela velocidade radial, o valor da massa é na verdade um limite inferior. (Consulte a massa mínima para obter mais informações)
| Nome                      | Massa (MJ)            | Raio (RJ)                | Período (dais)                  | Semieixo maior (AU)         | Temp. (K)      | Método de descoberta        | Distância (ly)   | Massa da estrela-mãe (M☉) | Temperatura da estrela-mãe (K)          | Observações                                                                                           |
| ------------------------- | --------------------- | ------------------------ | ------------------------------- | --------------------------- | -------------- | --------------------------- | ---------------- | ------------------------- | --------------------------------------- | --- |
| HD 108236 f               |                       | 0.17406+0.00482 −0.00437 | 29.54255±0.00069                | 0.1759±0.0037               |                | Trânsito                    | 211              | 0.853±0.047               | 5720.0±50.0                             | [ 1 ] [ 2 ]                                                                                           |
| NGTS-14Ab                 | 0.092±0.012           | 0.444±0.030              | 3.5357173±0.0000069             | 0.0403±0.0071               | 1143±139       | Trânsito                    | 1060             | 0.898±0.035               | 5187±11                                 | [ 3 ]                                                                                                 |
| TOI-1259 Ab               | 0.441+0.049 −0.047    | 1.022+0.030 −0.037       | 3.4779780+0.0000019 −0.0000017  | 0.04070+0.00114 −0.00110    | 936            | Trânsito                    | 385±1            | 0.68+0.1 −0.01            | 4,775±100                               | Também uma anã branca em uma órbita ampla                                                             |
| NGTS-13b                  | 4.84±0.44             | 1.142±0.046              | 4.12                            | 0.0549+0.0015 −0.0025       | 1605±30        | Trânsito                    | 2150             | 1.30+0.11 −0.18           | 5819±73                                 | [ 5 ]                                                                                                 |
| TOI-628 b                 | 6.33+0.29 −0.31       | 1.060+0.041 −0.034       | 3.4095675+0.0000070 −0.0000069  | 0.04860+0.00080 −0.00094    | 1586+52 −40    | Trânsito                    | 582              | 1.311+0.066 −0.075        | 6250+220 −190                           | Estrela-mãe também conhecida como HD 288842                                                           |
| TOI-640 b                 | 0.88±0.16             | 1.771+0.060 −0.056       | 5.0037775±0.0000048             | 0.06608+0.00098 −0.0011     | 1749+26 −30    | Trânsito                    | 1115             | 1.536+0.069 −0.076        | 6460+130 −150                           | [ 6 ]                                                                                                 |
| TOI-1333 Ab               | 2.37±0.24             | 1.396+0.056 −0.054       | 4.720219±0.000011               | 0.0626+0.0011 −0.0012       | 1679+35 −34    | Trânsito                    | 653              | 1.464+0.076 −0.079        | 6274±97                                 | Estrela-mãe também conhecida como BD+47 3521A                                                         |
| TOI-1478 b                | 0.847+0.052 −0.048    | 1.061+0.040 −0.038       | 10.180249±0.000015              | 0.0903+0.0018 −0.0013       | 918±11         | Trânsito                    | 498              | 0.946+0.059 −0.041        | 5595+83 −81                             | [ 6 ]                                                                                                 |
| TOI-1601 b                | 0.99±0.11             | 1.239+0.046 −0.039       | 5.331751±0.000011               | 0.06864+0.00079 −0.00075    | 1619+24 −23    | Trânsito                    | 1096             | 1.517+0.053 −0.049        | 5948+87 −89                             | [ 6 ]                                                                                                 |
| OGLE-2019-BLG-0960Lb      | 0.0071±0.0027         |                          |                                 | 1.75±0.55                   |                | Microlente                  | 2900±1000        | 0.45±0.15                 |                                         | O menor exoplaneta descoberto por microlente                                                          |
| HD 110113 b               | 0.0143±0.0020         | 0.183±0.011              | 2.541+0.0005 −0.001             | 0.035±0.001                 | 1371±14        | Trânsito                    | 346.5±2.3        | 0.99±0.08                 | 5,730                                   | Exoplaneta com intervalo de raio, estrela-mãe também conhecida como TOI-755                           |
| HD 110113 c               | 0.0330±0.0038         |                          | 6.744+0.008 −0.009              | 0.068+0.001 −0.002          | 990±10         | Vel. radial                 | 346.5±2.3        | 0.99±0.08                 | 5730                                    | Estrela-mãe também conhecida como TOI-755                                                             |
| KOI-5Ab                   | 0.179                 | 0.63                     | 5                               |                             |                | Trânsito                    | 1870±70          | 1.13                      | 5861                                    | Támbem conhecido como TOI-1241 b                                                                      |
| TOI-178 b                 | 0.0047+0.0012 −0.0013 | 0.102±0.006              | 1.914558±0.000018               | 0.02607±0.00078             | 1040+22 −21    | Trânsito                    | 205.16±0.03      | 0.650+0.027 −0.029        | 4316±70                                 | [ 11 ]                                                                                                |
| TOI-178 c                 | 0.015+0.0017 −0.0021  | 0.149+0.01 −0.008        | 3.238450+0.000020 −0.000019     | 0.0370±0.0011               | 873±18         | Trânsito                    | 205.16±0.03      | 0.650+0.027 −0.029        | 4316±70                                 | [ 11 ]                                                                                                |
| TOI-178 d                 | 0.0094+0.0025 −0.0032 | 0.229±0.006              | 6.557700±0.000016               | 0.0592±0.0018               | 690±14         | Trânsito                    | 205.16±0.03      | 0.650+0.027 −0.029        | 4316±70                                 | [ 11 ]                                                                                                |
| TOI-178 e                 | 0.0121+0.0039 −0.0029 | 0.197+0.007 −0.008       | 9.961881±0.000042               | 0.0783+0.0023 −0.0024       | 600±12         | Trânsito                    | 205.16±0.03      | 0.650+0.027 −0.029        | 4316±70                                 | [ 11 ]                                                                                                |
| TOI-178 f                 | 0.0242+0.0052 −0.0047 | 0.204±0.009              | 15.231915+0.000115 −0.000095    | 0.1039±0.0031               | 521±11         | Trânsito                    | 205.16±0.03      | 0.650+0.027 −0.029        | 4316±70                                 | [ 11 ]                                                                                                |
| TOI-178 g                 | 0.0123+0.0041 −0.0050 | 0.256+0.012 −0.011       | 20.70950+0.00014 −0.00011       | 0.1275+0.0038 −0.0039       | 470±10         | Trânsito                    | 205.16±0.03      | 0.650+0.027 −0.029        | 4316±70                                 | [ 11 ]                                                                                                |
| HD 183579 b               | 0.0620+0.0126 −0.0123 | 0.317+0.013 −0.011       | 17.471278+0.000058 −0.000060    | 0.1334+0.0062 −0.0061       | 769+17 −13     | Trânsito                    | 186.1±0.8        | 1.031+0.025 −0.026        | 5788±44                                 | Estrela-mãe também conhecida como TOI-1055                                                            |
| KMT-2019-BLG-0371b        | 7.70+11.34 −3.90      |                          |                                 | 0.79+0.14 −0.16             |                | Microlente                  | 23000+3000 −4000 | 0.09+0.14 −0.05           |                                         | Múltiplas soluções para separação orbital                                                             |
| HD 5278 b                 | 0.0245+0.0047 −0.0044 | 0.219±0.004              | 14.339156+0.000049 −0.000047    | 0.1202±0.0013               | 943±13         | Trânsito                    | 183.1±2.7        | 1.126+0.036 −0.035        | 6203±64                                 | Estrela-mãe também conhecida como TOI-130                                                             |
| HD 5278 c                 | 0.0579+0.0057 −0.0060 |                          | 0.2416±0.0027                   | 0.1202±0.0013               | 943±13         | Vel. radial                 | 183.1±2.7        | 1.126+0.036 −0.035        | 6203±64                                 | Estrela-mãe também conhecida como TOI-130                                                             |
| KMT-2018-BLG-1025Lb       | 0.0191+0.0258 −0.0104 |                          |                                 | 1.305+0.194 −0.227          |                | Microlente                  | 22000±3000       | 0.219+0.297 −0.120        |                                         | Múltiplas soluções para parâmetros orbitais                                                           |
| TOI-558 b                 | 3.61±0.15             | 1.086+0.041 −0.038       | 14.574071±0.000026              | 0.1291+0.0020 −0.0021       | 1061+13 −12    | Trânsito                    | 1312±17          | 1.349+0.064 −0.065        | 6466+95 −93                             | [ 18 ]                                                                                                |
| TOI-559 b                 | 6.01+0.24 −0.23       | 1.091+0.028 −0.025       | 6.9839095±0.0000051             | 0.0723±0.0013               | 1180+18 −16    | Trânsito                    | 761±7            | 1.026±0.057               | 5925+85 −76                             | [ 18 ]                                                                                                |
| Candidate 1               | 0.3011-0.6386         | 0.062-0.157              |                                 |                             |                | Imagem direta               | 4.37             |                           | Fotografado próximo de Alpha Centauri A | |
| HD 13808 b                | 0.0346                |                          | 14.2                            | 0.11                        |                | Vel. radial                 | 92.2             | 0.771±0.022               | 5,035±50                                | Candidato desde 2011, confirmado em 2021 confirmado em 2021                                           |
| HD 13808 c                | 0.0315                |                          | 53.8                            | 0.26                        |                | Vel. radial                 | 92.2             | 0.771±0.022               | 5035±50                                 | Candidato desde 2011, confirmado em 2021                                                              |
| TOI-451 b                 |                       | 0.1732+0.0134 −0.0116    | 1.858701+0.000027 −0.000033     | 0.0271+0.0023 −0.0038       | 1524+100 −60   | Trânsito                    | 405.1±1.3        | 0.94±0.025                | 5550±56                                 | Planetas orbitando primários de amplo sistema binário. Estrela-mãe também conhecida como CD-38 1467   |
| TOI-451 c                 |                       | 0.2741±0.0125            | 9.192523+0.000064 −0.000084     | 0.0771+0.0066 −0.0093       | 903+53 −36     | Trânsito                    | 405.1±1.3        | 0.94±0.025                | 5550±56                                 | Planetas orbitando primários de amplo sistema binário. Estrela-mãe também conhecida como CD-38 1467.  |
| TOI-451 d                 |                       | 0.3598±0.0134            | 16.364981+0.000047 −0.000049    | 0.1255+0.0057 −0.0065       | 708+15 −12     | Trânsito                    | 405.1±1.3        | 0.94±0.025                | 5550±56                                 | Planetas orbitando primários de amplo sistema binário. Estrela-mãe também conhecida como CD-38 1467.  |
| HD 110082 b               |                       | 0.2857±0.0089            | 10.18271±0.00004                | 0.113+0.009 −0.013          |                | Trânsito                    | 342.8±0.9        | 1.21±0.06                 | 6200±100                                | Orbitando um sistema binário primário ou amplo. Estrela-mãe também conhecida como TOI-1098.           |
| OGLE-2018-BLG-0567Lb      | 0.32+0.34 −0.16       |                          |                                 | 2.72+0.49 −0.55             |                | Microlente                  | 23000±3000       | 0.24+0.16 −0.13           |                                         | [ 24 ]                                                                                                |
| OGLE-2018-BLG-0962Lb      | 1.37+0.80 −0.72       |                          |                                 | 3.57+0.68 −1.02             |                | Microlente                  | 21000+3000 −5000 | 0.55+0.32 −0.29           |                                         | [ 24 ]                                                                                                |
| Gliese 740 b              | 0.0093±0.0016         |                          | 2.37756+0.00013 −0.00011        | 0.029±0.001                 | 829+40 −50     | Vel. radial                 | 36.21±0.02       | 0.58±0.06                 | 3913±21                                 | [ 25 ]                                                                                                |
| OGLE-2018-BLG-1428Lb      | 0.77+0.77 −0.53       |                          |                                 | 3.30+0.59 −0.83             |                | Microlente                  | 20000+3000 −5000 | 0.43+0.33 −0.22           |                                         | [ 26 ]                                                                                                |
| LHS 1478 b                | 0.0073±0.0006         | 0.111±0.004              | 1.9495378+0.0000040 −0.0000041  | 0.01848+0.00061 −0.0006     | 595+10 −9      | Trânsito                    | 59.40±0.03       | 0.236±0.012               | 3381±54                                 | Estrela-mãe também conhecida como TOI-1640 ou G 245-61                                                |
| TOI-1685 b                | 0.0121±0.030          | 0.131±0.006              | 0.6691425±0.0000037             | 0.01156±0.00009             | 1052±21        | Trânsito                    | 122.68±0.09      | 0.495±0.019               | 3434±51                                 | Estrela-mãe também conhecida como UCAC4 666-026266                                                    |
| TOI-1685 c                | 0.0290±0.0065         |                          | 9.025+0.104 −0.119              |                             | 449.1±6.9      | Vel. radial                 | 122.68±0.09      | 0.495±0.019               | 3434±51                                 | Não confirmado                                                                                        |
| KMT-2020-BLG-0414Lb       | 0.0032                |                          |                                 | 0.15                        |                | Microlente                  | 3300±300         | 0.3                       |                                         | Também uma anã marrom com massa 17MJ no sistema na separação de 15 UA                                 |
| HD 39474 b                | 0.42+0.05 −0.03       | 1.008+0.012 −0.015       | 52.97818+0.00004 −0.00004       | 0.30+0.02 −0.03             | 759+37 −26     | Trânsito                    | 372.5±1.1        | 1.316±0.027               | 6394±75                                 | Estrela-mãe também conhecida como TOI-201                                                             |
| Gliese 486 b              | 0.0089±0.0004         | 0.117±0.006              | 1.467119+0.000031 −0.000030     | 0.01734+0.00026 −0.00027    | 701±13         | Trânsito                    | 26.344±0.013     | 0.323±0.015               | 3340±54                                 | Exoplaneta pode ter uma atmosfera mensurável                                                          |
| NGTS-15b                  | 0.751+0.102 −0.088    | 1.10±0.10                | 3.27623±0.00001                 | 0.0441±0.0046               | 1146±47        | Trânsito                    | 2580±60          | 0.995±0.015               | 5600±150                                | [ 33 ]                                                                                                |
| NGTS-16b                  | 0.667+0.157 −0.129    | 1.30+0.13 −0.12          | 4.84532±0.00002                 | 0.0523±0.0064               | 1177±59        | Trânsito                    | 2910+95 −75      | 1.002±0.011               | 5550±150                                | [ 33 ]                                                                                                |
| NGTS-17b                  | 0.764+0.195 −0.164    | 1.24±0.11                | 3.24253±0.00001                 | 0.0391±0.0043               | 1457±50        | Trânsito                    | 3420±90          | 1.025+0.015 −0.014        | 5650±100                                | [ 33 ]                                                                                                |
| NGTS-18b                  | 0.409+0.081 −0.063    | 1.21±0.18                | 3.05125±0.00001                 | 0.0448±0.0068               | 1381+55 −53    | Trânsito                    | 3610±140         | 1.003+0.020 −0.012        | 5610±150                                | [ 33 ]                                                                                                |
| OGLE-2019-BLG-1053Lb      | 0.0078+0.0037 −0.0031 |                          |                                 | 3.4±0.5                     |                | Microlente                  | 22000+3000 −2000 | 0.61+0.29 −0.24           |                                         | [ 34 ]                                                                                                |
| TOI-1634 b                | 0.0313±0.0030         | 0.158±0.007              | 0.9893457±0.0000034             | 0.01491±0.00015             | 921±21         | Trânsito                    | 114.40±0.08      | 0.452±0.014               | 3472±48                                 | [ 29 ] [ 35 ]                                                                                         |
| KMT-2019-BLG-1715         | 2.56+1.13 −1.16       |                          |                                 | 3.32+0.82 −0.92             |                | Microlente                  | 13000±3000       | 0.61+0.27 −0.28           |                                         | Soluções múltiplas para separação orbital, também 0.15M☉ de uma anã vermelha no sistema.              |
| OGLE-2018-BLG-1185b       | 0.026+0.025 −0.015    |                          |                                 | 1.54+0.18 −0.22             |                | Microlente                  | 24000+2000 −3000 | 0.37+0.35 −0.21           |                                         | Múltiplas soluções para planetas e massas estelares.                                                  |
| TOI-1260 b                | 0.0271+0.0043 −0.0037 | 0.208+0.009 −0.008       | 3.12748+0.000047 −0.000038      | 0.0366+0.0022 −0.0036       | 860+47 −31     | Trânsito                    | 239.5±0.3        | 0.66±0.01                 | 4227±85                                 | [ 38 ]                                                                                                |
| TOI-1260 c                | 0.0373+0.0106 −0.0102 | 0.252±0.013              | 7.49325+0.00015 −0.00013        | 0.0656+0.0039 −0.0065       | 643+35 −23     | Trânsito                    | 239.5±0.3        | 0.66±0.01                 | 4227±85                                 | [ 38 ]                                                                                                |
| KMT-2018-BLG-1976Lb       | 1.96+1.23 −1.12       |                          |                                 | 2.04+0.72 −0.83             |                | Microlente                  | 19000±2000       | 0.65+0.41 −0.37           |                                         | [ 39 ]                                                                                                |
| KMT-2018-BLG-1996Lb       | 1.22+0.72 −0.63       |                          |                                 | 1.97+0.51 −0.25             |                | Microlente                  | 19000±2000       | 0.69+0.40 −0.38           |                                         | [ 39 ]                                                                                                |
| OGLE-2019-BLG-0954Lb      | 14.2+9.9 −7.5         |                          |                                 | 2.65+0.89 −1.20             |                | Microlente                  | 12000+1000 −2000 | 0.80+0.55 −0.42           |                                         | [ 39 ]                                                                                                |
| YSES 2b                   | 6.3+1.6 −0.9          |                          |                                 | 115                         |                | Imagem direta               | 356.4±0.5        | 1.10±0.03                 | 4749±40                                 | [ 40 ]                                                                                                |
| KMT-2016-BLG-2605b        | 0.8+1.2 −0.4          |                          |                                 | 0.68±0.11                   |                | Microlente                  | 21000±3000       | 0.065+0.10 −0.035         |                                         | [ 41 ]                                                                                                |
| TOI-1431 b                | 3.14+0.19 −0.18       | 1.51±0.06                | 2.65022±0.00001                 | 0.047±0.002                 | 2370±100       | Trânsito                    | 488±3            | 1.90+0.10 −0.08           | 7690+400 −250                           | Também conhecido como MASCARA-5b                                                                      |
| TOI-269 b                 | 0.0277±0.0044         | 0.247±0.011              | 3.697723+0.000018 −0.000017     | 0.0345±0.0015               | 531±25         | Trânsito                    | 186.01±0.25      | 0.3917±0.0095             | 3514±70                                 | [ 44 ]                                                                                                |
| TOI-220 b                 | 0.0434±0.0031         | 0.271±0.013              | 10.695264                       | 0.08911±0.0010              | 805±21         | Trânsito                    | 290±13           | 0.825±0.028               | 5298±65                                 | Suspeita-se de planeta adicional de longo período                                                     |
| TOI-1062 b                | 0.0320±0.0026         | 0.202±0.008              | 4.11412+0.0014 −0.0015          | 0.052                       | 1077+10 −9     | Trânsito                    | 268.7±0.2        | 0.94±0.02                 | 5328±56                                 | [ 46 ]                                                                                                |
| TOI-1062 c                | 0.0294±0.0039         |                          | 7.978+0.021 −0.023              | 0.080+0.013 −0.012          | 859+9 −8       | Vel. radial                 | 268.7±0.2        | 0.94±0.02                 | 5328±56                                 | [ 46 ]                                                                                                |
| Kepler-129d               | 8.3+1.1 −0.7          |                          | 2646+140 −94                    | 4.0±0.1                     |                | Vel. radial                 | 1349±14          | 1.18                      | 5770                                    | [ 47 ]                                                                                                |
| Gliese 9689 b             | 0.0304±0.0046         |                          | 18.27±0.01                      | 0.1139±0.0039               | 453±39         | Vel. radial                 | 100.10±0.04      | 0.59±0.06                 | 3836±69                                 | [ 48 ]                                                                                                |
| TOI-1231 b                | 0.0485±0.0104         | 0.326±0.014              | 24.245586+0.000064 −0.000066    | 0.1288+0.0021 −0.0022       | 330            | Trânsito                    | 89.68±0.04       | 0.485±0.024               | 3553±31                                 | [ 49 ]                                                                                                |
| TIC 172900988 b           | 2.84±0.25             | 1.009±0.043              | 196.5±7.7                       |                             |                | Trânsito                    | 799±9            | 1.24 e 1.20               | 6050 e 5983                             | Planeta circumbinário                                                                                 |
| TOI-1444 b                | 0.0122±0.0022         | 0.125±0.006              | 0.4702694±0.0000044             | 0.1288+0.0021 −0.0022       | 330            | Trânsito                    | 408.9±0.5        | 0.934±0.038               | 5430±90                                 | [ 51 ]                                                                                                |
| BD+45 0564 b              | 1.36±0.12             |                          | 307.88±1.47                     | 0.83±0.04                   |                | Vel. radial                 | 174±2            | 0.81±0.07                 | 5004±50                                 | [ 52 ]                                                                                                |
| BD+55 0362 b              | 0.72±0.08             |                          | 265.59±1.04                     | 0.78±0.05                   |                | Vel. radial                 | 168±2            | 0.909±0.099               | 5012±78                                 | Suspeita-se de planeta gigante adicional                                                              |
| BD+63 1405 b              | 3.96±0.31             |                          | 1198.48±60.79                   | 2.06±0.14                   |                | Vel. radial                 | 124.4±1.2        | 0.82±0.08                 | 5000±53                                 | Órbita extremamente excêntrica                                                                        |
| HD 124330 b               | 0.75±0.06             |                          | 270.66±1.21                     | 0.86±0.04                   |                | Vel. radial                 | 198±3            | 1.15±0.079                | 5873±19                                 | Suspeita-se de planeta gigante adicional                                                              |
| HD 155193 b               | 0.75±0.06             |                          | 352.65±2.58                     | 1.04±0.04                   |                | Vel. radial                 | 186±6            | 1.221±0.083               | 6239±20                                 | [ 52 ]                                                                                                |
| HD 331093 b               | 1.50±0.11             |                          | 621.62±16.11                    | 1.44±0.07                   |                | Vel. radial                 | 164.07±0.14      | 1.030±0.079               | 5544±33                                 | [ 52 ]                                                                                                |
| HD 107148 c               | 0.0626+0.0097 −0.0098 |                          | 18.3267+0.0022 −0.0024          | 0.1406±0.0018               |                | Vel. radial                 | 161.4±0.4        | 1.1±0.1                   | 5789±36                                 | [ 53 ]                                                                                                |
| HD 136925 b               | 0.84+0.078 −0.074     |                          | 4540+160 −140                   | 5.13+0.12 −0.11             |                | Vel. radial                 | 156.2            |                           | 5715                                    | Suspeita de planeta adicional                                                                         |
| Lambda Serpentis b        | 0.0428+0.0047 −0.0045 |                          | 15.5083+0.0016 −0.0018          | 0.1238±0.002                |                | Vel. radial                 | 38.87±0.07       | 1.14                      | 5884±4                                  | [ 53 ]                                                                                                |
| HD 156668 c               | 0.0991+0.0079 −0.0077 |                          | 811.3+5.2 −5.3                  | 1.570±0.017                 |                | Vel. radial                 | 79.34±0.03       | 0.772±0.020               | 4850±88                                 | Há suspeita de corpo adicional no sistema                                                             |
| HD 164922 e               | 0.0331±0.0031         |                          | 41.763±0.012                    | 0.2293+0.0026 −0.0027       |                | Vel. radial                 | 71.69±0.03       | 0.874±0.012               | 5293±32                                 | [ 53 ]                                                                                                |
| HD 168009 b               | 0.0300+0.0038 −0.0037 |                          | 15.1479+0.0035 −0.0037          | 0.1192+0.0017 −0.0018       |                | Vel. radial                 | 75.97±0.03       | 0.99                      | 5792±80                                 | [ 53 ]                                                                                                |
| HD 213472 b               | 3.48+1.10 −0.59       |                          | 16700+12000 −4800               | 13.0+5.7 −2.6               |                | Vel. radial                 | 210.6            |                           |                                         | [ 53 ]                                                                                                |
| HD 24040 c                | 0.201±0.027           |                          | 515.4+2.2 −2.5                  | 1.3±0.021                   |                | Vel. radial                 | 152.3±0.4        | 1.14±0.02                 | 5917±52                                 | [ 53 ]                                                                                                |
| HD 26161 b                | 13.5+8.5 −3.7         |                          | 32000+21000 −10000              | 20.4+7.9 −4.9               |                | Vel. radial                 | 133.6±0.3        |                           |                                         | Órbita muito excêntrica, e também tem uma anã vermelha no sistema                                     |
| HD 3765 b                 | 0.173+0.014 −0.013    |                          | 1211+15 −16                     | 2.108+0.032 −0.033          |                | Vel. radial                 | 78.5±0.1         |                           |                                         | [ 53 ]                                                                                                |
| HD 66428 c                | 27+22 −17             |                          | 39000+56000 −18000              | 23.0+19.0 −7.6              |                | Vel. radial                 | 174.1±0.7        | 1.09±0.02                 | 5773±55                                 | [ 53 ]                                                                                                |
| HD 68988 c                | 15.0+2.8 −1.5         |                          | 16100+11000 −3500               | 13.2+5.3 −2.0               |                | Vel. radial                 | 198.8±0.6        | 1.16±0.01                 | 5919±11                                 | Suspeito desde 2006                                                                                   |
| Lalande 21185 c           | 0.0568+0.0091 −0.0083 |                          | 3190+200 −170                   | 3.1+0.13 −0.11              |                | Vel. radial                 | 8.31±0.01        | 0.390±0.011               | 3601±51                                 | [ 53 ]                                                                                                |
| G 264-12 b                | 0.0079±0.0009         |                          | 2.30538±0.00031                 | 0.02279±0.00061             | 587±16         | Vel. radial                 | 52.14±0.03       | 0.297±0.024               | 3326±54                                 | [ 54 ]                                                                                                |
| G 264-12 c                | 0.0118±0.0015         |                          | 8.0518±0.0034                   | 0.0525±0.0014               | 387±11         | Vel. radial                 | 52.14±0.03       | 0.297±0.024               | 3326±54                                 | [ 54 ]                                                                                                |
| Gliese 393 b              | 0.0054±0.0008         |                          | 7.02679+0.00082 −0.00085        | 0.05402±0.00072             | 485±11         | Vel. radial                 | 22.956±0.008     | 0.426±0.017               | 3579±51                                 | [ 54 ]                                                                                                |
| TOI-674 b                 | 0.0739±0.0104         | 0.470±0.016              | 1.977143±0.000003               | 0.0231±0.0007               | 661±14         | Trânsito                    | 150.86±0.11      | 0.442±0.007               | 3505+28 −32                             | Possivelmente atmosfera de vapor                                                                      |
| HD 152843 b               | 0.0364+0.0207 −0.0193 | 0.304±0.012              | 11.6264+0.0022 −0.0025          | 0.1053+0.003 −0.0031        |                | Trânsito                    | 352.0±1.0        | 1.15±0.04                 | 6310±100                                | [ 57 ]                                                                                                |
| HD 152843 c               | 0.0865                | 0.521±0.013              | 24.38+6.23 −3.4                 |                             |                | Trânsito                    | 352.0±1.0        | 1.15±0.04                 | 6310±100                                | [ 57 ]                                                                                                |
| KMT-2019-BLG-0253b        | 0.029+0.016 −0.013    |                          |                                 | 3.1+0.8 −0.9                |                | Microlente                  | 16000+6000 −5000 | 0.70+0.34 −0.31           |                                         | [ 58 ]                                                                                                |
| OGLE-2018-BLG-0506        | 0.051+0.038 −0.027    |                          |                                 | 3.0+0.7 −0.8                |                | Microlente                  | 18000±5000       | 0.63+0.37 −0.32           |                                         | [ 58 ]                                                                                                |
| OGLE-2018-BLG-0516        | 0.063+0.052 −0.034    |                          |                                 | 2.2+0.8 −0.7                |                | Microlente                  | 7000+3000 −2000  | 0.47+0.38 −0.25           |                                         | [ 58 ]                                                                                                |
| OGLE-2019-BLG-1492        | 0.117+0.079 −0.061    |                          |                                 | 2.7±0.9                     |                | Microlente                  | 18000+6000 −7000 | 0.68±0.34                 |                                         | [ 58 ]                                                                                                |
| OGLE-2018-BLG-0977        | 0.020+0.016 −0.012    |                          |                                 | 2.0+0.6 −0.5                |                | Microlente                  | 7000±2000        | 0.47+0.38 −0.27           |                                         | [ 58 ]                                                                                                |
| TOI-1789 b                | 0.70±0.16             | 1.40+0.22 −0.13          | 3.208666±0.000016               | 0.04873+0.00065 −0.0016     | 1929+28 −18    | Trânsito                    | 729±3            | 1.499+0.061 −0.15         | 5984+55 −57                             | [ 59 ]                                                                                                |
| TOI-942 b                 |                       | 0.347+0.022 −0.020       | 4.32421±0.000019                | 0.04866+0.00016 −0.00013    |                | Trânsito                    | 493.9±1.0        | 0.8220+0.0079 −0.0064     |                                         | [ 60 ]                                                                                                |
| TOI-942 c                 |                       | 0.417+0.030 −0.027       | 10.156272+0.000037 −0.000034    | 0.08598+0.00027 −0.00022    |                | Trânsito                    | 493.9±1.0        | 0.8220+0.0079 −0.0064     |                                         | [ 60 ]                                                                                                |
| KMT-2018-BLG-1743         | 0.245+0.339 −0.135    |                          |                                 | 1.449+0.209 −0.229          |                | Microlente                  | 21000±3000       | 0.193+0.268 −0.107        |                                         | Soluções orbitais múltiplas, estrela-mãe binária                                                      |
| TOI-1749 b                | 0.060+0.07 −0.04      | 0.124±0.018              | 2.388821+0.000057 −0.000073     | 0.0291±0.0005               | 831±18         | Trânsito                    | 324.8±0.4        | 0.58±0.03                 | 3985±55                                 | [ 62 ]                                                                                                |
| TOI-1749 c                | 0.007+0.018 −0.005    | 0.189±0.011              | 4.489010+0.000040 −0.000061     | 0.0443±0.0008               | 673±15         | Trânsito                    | 324.8±0.4        | 0.58±0.03                 | 3985±55                                 | [ 62 ]                                                                                                |
| TOI-1749 d                | 0.014+0.020 −0.011    | 0.225±0.013              | 9.04455±0.00012                 | 0.0707±0.0012               | 533±12         | Trânsito                    | 324.8±0.4        | 0.58±0.03                 | 3985±55                                 | [ 62 ]                                                                                                |
| HD 27969 b                | 4.80+0.24 −0.23       |                          | 654.5+5.7 −5.8                  | 1.552+0.032 −0.033          | 261±11         | Vel. radial                 |                  | 1.16±0.07                 | 5966±21                                 | [ 63 ]                                                                                                |
| HD 80869 b                | 4.86+0.65 −0.29       |                          | 1711.7+9.3 −9.6                 | 2.878+0.045 −0.046          | 203.2+6.8 −5.5 | Vel. radial                 |                  | 1.08±0.05                 | 5837±15                                 | Órbita muito excêntrica                                                                               |
| HD 95544 b                | 6.84±0.31             |                          | 2172+23 −21                     | 3.386+0.075 −0.077          | 156.5+5.4 −5.5 | Vel. radial                 |                  | 1.09±0.07                 | 5722±15                                 | [ 63 ]                                                                                                |
| HD 109286 b               | 2.99±0.15             |                          | 520.1±2.3                       | 1.259±0.021                 | 259.4±5.5      | Vel. radial                 |                  | 0.98±0.05                 | 5694±23                                 | [ 63 ]                                                                                                |
| HD 115954 b               | 8.29+0.75 −0.58       |                          | 3700+1500 −390                  | 5.00+1.3 −0.36              | 144.9+8.1 −13  | Vel. radial                 |                  | 1.18±0.06                 | 5957±26                                 | [ 63 ]                                                                                                |
| HD 211403 b               | 5.54+0.39 −0.38       |                          | 223.8±0.41                      | 0.768±0.013                 | 380±13         | Vel. radial                 |                  | 1.20±0.06                 | 6273±44                                 | [ 63 ]                                                                                                |
| Kepler-1704b              | 4.15±0.29             | 1.065+0.043 −0.041       | 988.88113+0.00091 −0.00092      | 2.026+0.024 −0.031          | 253.8+3.7 −4.1 | Trânsito                    | 2690±40          | 1.131+0.040 −0.051        | 5745+88 −89                             | Órbita muito excêntrica (e=0.921)                                                                     |
| TOI-532b                  | 0.1935+0.0305 −0.0293 | 0.520±0.017              | 2.3266508±0.0000030             | 0.0296±0.00035              | 867±18         | Trânsito                    | 439.1±1.2        | 0.639±0.023               | 3927±37                                 | Exoplaneta deserto netuniano                                                                          |
| TOI-2406b                 | 0.0286+0.0223 −0.0126 | 0.263+0.015 −0.014       | 3.0766896±0.0000065             | 0.0228±0.0016               | 447±15         | Trânsito                    | 181.4±0.4        | 0.162±0.008               | 3100±75                                 | [ 66 ]                                                                                                |
| KIC 8121913 b             | 2.1±0.4               |                          | 3.294601+0.000013 −0.00022      |                             |                | Modulação de brilho orbital | 2350             | 1.456+0.069 −0.15         | 5975.3+110.2 −109.4                     | [ 67 ]                                                                                                |
| KIC 10068024 b            | 2.0±0.4               |                          | 2.073549+0.000008 −0.000177     |                             |                | Modulação de brilho orbital | 3600             | 1.22+0.175 −0.139         | 6118.4+127.2 −121.2                     | [ 67 ]                                                                                                |
| KIC 5479689 b             | 0.5+0.4 −0.1          |                          | 1.701531+0.000008 −0.000419     |                             |                | Modulação de brilho orbital | 1504             | 0.966+0.03 −0.04          | 5459.1+90.0 −85.2                       | [ 67 ]                                                                                                |
| LTT 1445 Ac               | 0.0048±0.0006         | 0.103                    | 3.12390                         | 0.02661+0.00047 −0.00049    |                | Trânsito                    | 22.41±0.01       | 0.256±0.014               | 3337±150                                | [ 68 ]                                                                                                |
| Luyten 98-59 e            | 0.0094                |                          | 12.8                            | 0.071                       | 342+20 −18     | Vel. radial                 | 34.6             | 0.32±0.03                 | 3500±150                                | [ 69 ]                                                                                                |
| Luyten 98-59 f            | 0.0078                |                          | 23.2                            | 0.103                       | 285+18 −17     | Vel. radial                 | 34.6             | 0.32±0.03                 | 3500±150                                | Exoplaneta não confirmado, potencialmente habitável                                                   |
| HD 191939 e               | 0.34±0.01             |                          | 101.4±0.4                       | 0.397±0.005                 | 397±16         | Vel. radial                 | 175.1±0.2        | 0.92                      | 5400                                    | Também suspeita de anã marrom em órbita mais ampla                                                    |
| OGLE-2019-BLG-1058        | 6.836±6.027           |                          |                                 |                             |                | Microlente                  | 8000±5000        |                           |                                         | Múltiplas soluções, planeta interestelar.                                                             |
| TOI-2184 b                | 0.65±0.16             | 1.017±0.051              | 6.90683±0.00009                 |                             |                | Trânsito                    | 2515±22          | 1.53±0.12                 | 5966±136                                | [ 72 ]                                                                                                |
| TOI-431 b                 | 0.0097±0.0011         | 0.0014±0.004             | 0.490047+0.000010 −0.000007     | 0.0113+0.0002 −0.0003       | 1862±42        | Trânsito                    | 106.37±0.03      | 0.78±0.07                 | 4850±75                                 | Estrela-mãe também conhecida como CD-26 2288 ou HIP 26013                                             |
| TOI-431 c                 | 0.0089+0.0013 −0.0011 |                          | 4.8494+0.0003 −0.0002           | 0.0052±0.001                | 867±20         | Vel. radial                 | 106.37±0.03      | 0.78±0.07                 | 4850±75                                 | Estrela-mãe também conhecida como CD-26 2288 ou HIP 26013                                             |
| TOI-431 d                 | 0.0312±0.0047         | 0.294±0.008              | 12.46103±0.00002                | 0.098±0.002                 | 633±14         | Trânsito                    | 106.37±0.03      | 0.78±0.07                 | 4850±75                                 | Estrela-mãe também conhecida como CD-26 2288 ou HIP 26013                                             |
| TOI-2202 b                | 0.927+0.047 −0.048    | 1.01+0.522 −0.080        | 11.9108+0.0009 −0.0009          | 0.0956+0.0015 −0.0016       |                | Trânsito                    | 770±3            | 0.823+0.027 −0.023        | 5144±50                                 | [ 74 ]                                                                                                |
| TOI-2202 c                | 0.191+0.033 −0.030    |                          | 24.7545+0.0073 −0.0078          | 0.1558+0.0025 −0.0026       |                | Tempo                       | 770±3            | 0.823+0.027 −0.023        | 5144±50                                 | [ 74 ]                                                                                                |
| EPIC 211314705.01         |                       | 0.139±0.007              | 3.793306+0.000324 −0.000343     |                             | 543+8 −9       | Trânsito                    | 300.0±1.7        | 0.43±0.01                 | 3669+88 −82                             | Two more planets in system are suspected.                                                             |
| EPIC 211401787.01         |                       | 0.247+0.013 −0.008       | 13.774798+0.000028 −0.000028    |                             | 969±9          | Trânsito                    | 525±5            | 1.23±0.02                 | 6232+33 −39                             | Estrela-mãe também conhecida como BD+12 1842                                                          |
| K2-268f                   |                       | 0.199+0.013 −0.008       | 26.270570+0.000105 −0.000109    |                             | 492+8 −10      | Trânsito                    | 1079±10          | 0.84±0.02                 | 5106+70 −61                             | Mais dois exoplanetas eram conhecidos anteriormente, estrela-mãe também conhecida como EPIC 211413752 |
| K2-268d                   |                       | 0.133+0.013 −0.006       | 4.528598+0.000016 −0.000015     |                             | 888+16 −15     | Trânsito                    | 1079±10          | 0.84±0.02                 | 5106+70 −61                             | Mais dois exoplanetas eram conhecidos anteriormente, estrela-mãe também conhecida como EPIC 211413752 |
| K2-268e                   |                       | 0.119+0.010 −0.007       | 6.131243+0.000032 −0.000033     |                             | 801±13         | Trânsito                    | 1079±10          | 0.84±0.02                 | 5106+70 −61                             | Mais dois exoplanetas eram conhecidos anteriormente, estrela-mãe também conhecida como EPIC 211413752 |
| EPIC 211502222.01         |                       | 0.243+0.013 −0.009       | 22.996591+0.001848 −0.001859    |                             | 673+12 −11     | Trânsito                    | 694±6            | 1.10+0.03 −0.04           | 5994+93 −91                             | [ 75 ]                                                                                                |
| EPIC 211502222.02         |                       | 0.160+0.013 −0.009       | 9.398977+0.001506 −0.001348     |                             | 909±14         | Trânsito                    | 694±6            | 1.10+0.03 −0.04           | 5994+93 −91                             | [ 75 ]                                                                                                |
| EPIC 211579112.01         |                       | 0.196+0.017 −0.014       | 17.706320±0.000063              |                             | 266+5 −8       | Trânsito                    | 403±5            | 0.27+0.01 −0.02           | 3315+137 −152                           | [ 75 ]                                                                                                |
| K2-185c                   |                       | 0.213±0.008              | 52.713494+0.000155 −0.000164    |                             | 477+14 −17     | Trânsito                    | 882±11           | 0.96+0.05 −0.07           | 5788+190 −157                           | Estrela-mãe também conhecida como EPIC 211611158                                                      |
| EPIC 211647930.01         |                       | 0.552+0.025 −0.022       | 14.759287+0.000243 −0.000240    |                             | 826+14 −17     | Trânsito                    | 1133±17          | 1.06±0.04                 | 5880+85 −82                             | [ 75 ]                                                                                                |
| EPIC 211730024.01         |                       | 0.504+0.032 −0.025       | 5.113981+0.000061 −0.000062     |                             | 1380+34 −30    | Trânsito                    | 1226±21          | 1.36±0.05                 | 6502+132 −130                           | [ 75 ]                                                                                                |
| EPIC 211743874.01         |                       | 0.197+0.016 −0.013       | 12.283211±0.000051              |                             | 949+21 −26     | Trânsito                    | 1850±60          | 1.23±0.04                 | 6222+96 −91                             | [ 75 ]                                                                                                |
| EPIC 211763214.01         |                       | 0.109+0.008 −0.005       | 21.194733+0.000108 −0.000107    |                             | 569+15 −22     | Trânsito                    | 786±9            | 0.86+0.03 −0.05           | 5424+192 −144                           | [ 75 ]                                                                                                |
| EPIC 211770696.01         |                       | 0.234+0.017 −0.013       | 16.273563+0.000054 −0.000053    |                             | 850+19 −18     | Trânsito                    | 1390±30          | 0.94+0.04 −0.03           | 5869+88 −81                             | [ 75 ]                                                                                                |
| EPIC 211779390.01         |                       | 0.092+0.010 −0.005       | 3.850614±0.000012               |                             | 783+12 −14     | Trânsito                    | 514±2            | 0.66±0.02                 | 4558+91 −81                             | [ 75 ]                                                                                                |
| EPIC 211897691.02         |                       | 0.171+0.017 −0.011       | 19.507428+0.000116 −0.000113    |                             | 508±12         | Trânsito                    | 1187±17          | 0.74+0.04 −0.03           | 4857+86 −84                             | [ 75 ]                                                                                                |
| EPIC 211923431.01         |                       | 0.300+0.039 −0.029       | 29.740451+0.000169 −0.000161    |                             | 606+31 −36     | Trânsito                    | 2460±70          | 0.93±0.04                 | 5532±90                                 | [ 75 ]                                                                                                |
| EPIC 211978988.01         |                       | 0.287+0.022 −0.017       | 36.552551+0.000127 −0.000122    |                             | 598+16 −15     | Trânsito                    | 1390±20          | 0.98±0.07                 | 5817+45 −48                             | [ 75 ]                                                                                                |
| TOI-1518 b                | 2.3                   | 1.875±0.053              | 1.902603±0.000011               | 0.0389±0.0011               | 3237±59        | Trânsito                    | 742±6            | 1.79±0.26                 | 7300±100                                | [ 75 ]                                                                                                |
| EPIC 212058012.01         |                       | 0.181+0.012 −0.008       | 11.561052+0.000690 −0.000668    |                             | 861+14 −15     | Trânsito                    | 684±6            | 1.01±0.05                 | 5920±104                                | [ 75 ]                                                                                                |
| EPIC 212072539.01         |                       | 0.180+0.009 −0.006       | 7.676972+0.000012 −0.000012     |                             | 465±7          | Trânsito                    | 545±3            | 0.49±0.01                 | 3804+93 −74                             | [ 75 ]                                                                                                |
| EPIC 212072539.02         |                       | 0.147+0.015 −0.007       | 2.787174±0.000004               |                             | 653+10 −12     | Trânsito                    | 545±3            | 0.49±0.01                 | 3804+93 −74                             | [ 75 ]                                                                                                |
| EPIC 212081533.01         |                       | 0.142+0.009 −0.004       | 3.355850+0.000091 −0.000093     |                             | 722+7 −10      | Trânsito                    | 245.8            | 0.51±0.01                 | 4374+38 −34                             | [ 75 ]                                                                                                |
| EPIC 212088059.01         |                       | 0.188+0.018 −0.008       | 10.367437+0.000020 −0.000019    |                             | 437+4 −5       | Trânsito                    | 532±3            | 0.56±0.01                 | 3779+30 −26                             | [ 75 ]                                                                                                |
| EPIC 212132195.01         |                       | 0.202+0.017 −0.009       | 26.201446+0.003331 −0.003124    |                             | 450±5          | Trânsito                    | 345.5±1.6        | 0.71±0.02                 | 4801±49                                 | [ 75 ]                                                                                                |
| EPIC 212161956.01         |                       | 0.215+0.010 −0.009       | 7.187257+0.000020 −0.000021     |                             | 640+20 −21     | Trânsito                    | 1055±13          | 0.66±0.03                 | 4599+178 −152                           | [ 75 ]                                                                                                |
| EPIC 212204403.01         |                       | 0.291+0.020 −0.010       | 4.688418+0.000119 −0.000117     |                             | 908+12 −11     | Trânsito                    | 662±5            | 0.83+0.02 −0.01           | 5077+40 −39                             | [ 75 ]                                                                                                |
| EPIC 212204403.02         |                       | 0.238+0.021 −0.010       | 12.550171+0.001018 −0.001057    |                             | 655+7 −9       | Trânsito                    | 662±5            | 0.83+0.02 −0.01           | 5077+40 −39                             | [ 75 ]                                                                                                |
| K2-304c                   |                       | 0.203+0.017 −0.011       | 5.213965±0.000442               |                             | 866+27 −37     | Trânsito                    | 1380±20          | 0.83+0.05 −0.04           | 5171+172 −130                           | Estrela-mãe também conhecida como EPIC 212297394                                                      |
| EPIC 212420823.01         |                       | 0.123+0.009 −0.006       | 9.032178±0.000874               |                             | 518+5 −4       | Trânsito                    | 1450±20          | 0.54±0.01                 | 4385+29 −31                             | [ 75 ]                                                                                                |
| EPIC 212440430.02         |                       | 0.138+0.013 −0.010       | 4.163873+0.000022 −0.000023     |                             | 1158+29 −34    | Trânsito                    | 1620±20          | 0.98±0.02                 | 5789+46 −50                             | [ 75 ]                                                                                                |
| EPIC 212543933.01         |                       | 0.227+0.023 −0.017       | 7.806164+0.000673 −0.000623     |                             | 934+28 −32     | Trânsito                    | 1310±50          | 1.02±0.02                 | 5769+39 −37                             | [ 75 ]                                                                                                |
| K2-307c                   |                       | 0.207+0.017 −0.011       | 23.228555+0.000068 −0.000071    |                             | 658+13 −14     | Trânsito                    | 1050±20          | 0.99+0.03 −0.04           | 6004+77 −78                             | Estrela-mãe também conhecida como EPIC 212587672                                                      |
| EPIC 251319382.01         |                       | 0.171+0.012 −0.006       | 8.234885+0.000508 −0.000475     |                             | 885+12 −14     | Trânsito                    | 577±6            | 0.95±0.02                 | 5791±81                                 | [ 75 ]                                                                                                |
| EPIC 251319382.02         |                       | 0.199+0.012 −0.008       | 14.871387+0.000916 −0.000936    |                             | 727±10         | Trânsito                    | 577±6            | 0.95±0.02                 | 5791±81                                 | [ 75 ]                                                                                                |
| EPIC 251319382.03         |                       | 0.122+0.009 −0.006       | 3.665912+0.000273 −0.000295     |                             | 1160+16 −15    | Trânsito                    | 577±6            | 0.95±0.02                 | 5791±81                                 | [ 75 ]                                                                                                |
| EPIC 251554286.01         |                       | 0.496+0.020 −0.018       | 15.466805+0.000572 −0.000565    |                             | 735+13 −14     | Trânsito                    | 883±12           | 0.87±0.02                 | 5698±55                                 | [ 75 ]                                                                                                |
| Gliese 146 b              | 0.0175+0.0023 −0.0021 |                          | 5.09071 ± 0.00026               | 0.0510+0.0024 −0.0026       | 573+63 −69     | Vel. radial                 | 44.37±0.01       | 0.684±0.013               | 4385±21                                 | Estrela-mãe também conhecida como HD 22496                                                            |
| EPIC 211525753.01         |                       | 0.201+0.020 −0.014       | 5.7385647+0.0013939 −0.0011048  | 0.0632+0.0096 −0.0176       | 1066+190 −77   | Trânsito                    |                  | 0.96+0.05 −0.06           | 5790+177 −147                           | [ 78 ]                                                                                                |
| EPIC 211537087.01         |                       | 0.204+0.013 −0.011       | 21.0267366+0.0036912 −0.0038993 | 0.1599+0.0178 −0.0306       | 624+0 −37      | Trânsito                    |                  | 0.90+0.05 −0.06           | 5568+178 −150                           | [ 78 ]                                                                                                |
| EPIC 211730267.01         |                       | 0.332+0.021 −0.019       | 16.3488637+0.0013811 −0.0014022 | 0.1450+0.0136 −0.0235       | 735+8 −39      | Trânsito                    |                  | 0.98±0.07                 | 5794+210 −169                           | [ 78 ]                                                                                                |
| EPIC 211914998.01         |                       | 0.239+0.015 −0.013       | 11.2510285+0.0018188 −0.0017892 | 0.0863+0.0079 −0.0159       | 888+0 −47      | Trânsito                    |                  | 0.93±0.06                 | 5650+193 −152                           | [ 78 ]                                                                                                |
| TOI-3362 b                | 5.029+0.668 −0.646    | 1.142+0.043 −0.041       | 18.09547±0.00003                | 0.153+0.002 −0.003          |                | Trânsito                    | 1198±18          | 1.445+0.069 −0.073        | 6532+88 −86                             | Órbita de alta excentricidade                                                                         |
| KMT-2017-BLG-2509b        | 2.09+1.68 −1.26       |                          |                                 | 2.14+0.27 −0.39             |                | Microlente                  | 23000±3000       | 0.46+0.37 −0.27           |                                         | [ 80 ]                                                                                                |
| OGLE-2017-BLG-1099b       | 3.02+2.43 −1.81       |                          |                                 | 2.73+0.40 −0.53             |                | Microlente                  | 24000±3000       | 0.45+0.36 −0.27           |                                         | [ 80 ]                                                                                                |
| OGLE-2019-BLG-0299b       | 6.22+3.80 −3.67       |                          |                                 | 2.80+0.58 −0.89             |                | Microlente                  | 19000±4000       | 0.59+0.36 −0.35           |                                         | [ 80 ]                                                                                                |
| TOI-1296b                 | 0.298±0.039           | 1.231±0.031              | 3.9443715±0.0000058             | 0.0497+0.0023 −0.0028       | 1,562+43 −31   | Trânsito                    | 1,023±4          | 1.17±0.14                 | 5,603±47                                | [ 81 ]                                                                                                |
| TOI-1298b                 | 0.356±0.032           | 0.841±0.021              | 4.537164±0.000012               | 0.0590±0.0023               | 1,388±24       | Trânsito                    | 1,041±7          | 1.44±0.10                 | 5,889±43                                | [ 81 ]                                                                                                |
| TOI-1201 b                | 0.0198±0.0027         | 0.216±0.008              | 2.4919863+0.0000030 −0.0000031  | 0.0287±0.0012               | 703+15 −14     | Trânsito                    | 122.77±0.10      | 0.512±0.020               | 3,476±51                                | Pertence à Híades, também anã vermelha do sistema.                                                    |
| RR Caeli c                | 2.7±0.7               |                          | 14,200±300                      | 9.7±0.9                     |                | Tempo                       | 69.10±0.03       | 0.18+0.44                 | 3,100+7,540                             | Planeta circumbinário em torno das anãs vermelhas e brancas.                                          |
| TIC 257060897b            | 0.67±0.03             | 1.49±0.04                | 3.660028±0.000006               | 0.051±0.002                 | 1,762±21       | Trânsito                    | 1,655±8          | 1.32±0.04                 | 6,128±57                                | [ 84 ]                                                                                                |
| TOI-530b                  | 0.40+0.09 −0.10       | 0.83±0.06                | 6.387597+0.000019 −0.000018     | 0.052+0.005 −0.004          | 565+28 −31     | Trânsito                    | 482±2            | 0.53±0.02                 | 3,659±120                               | [ 85 ]                                                                                                |
| HIP 97166b                | 0.0629±0.047          | 0.245±0.012              | 10.28891±0.00004                | 0.089±0.001                 | 757±25         | Trânsito                    | 215.54±0.33      | 0.898±0.054               | 5,198±100                               | [ 86 ]                                                                                                |
| HIP 97166c                | 9.9±1.8               |                          | 16.84±0.22                      | 0.124±0.002                 | 642±22         | Vel. radial                 | 215.54±0.33      | 0.898±0.054               | 5,198±100                               | [ 86 ]                                                                                                |
| HD 63935 b                | 0.0340±0.0057         | 0.267±0.013              | 9.058811+0.000017 −0.000016     |                             | 911±27         | Trânsito                    | 159.36±0.15      | 0.933±0.054               | 5,534±100                               | [ 87 ]                                                                                                |
| HD 63935 c                | 0.0349±0.0076         | 0.259±0.012              | 21.4023+0.00189 −0.00194        |                             | 684±21         | Trânsito                    | 159.36±0.15      | 0.933±0.054               | 5,534±100                               | [ 87 ]                                                                                                |
| HD 207897 b               | 0.0453±0.0050         | 0.223±0.007              | 16.202159+0.000085 −0.000083    | 0.1163+0.0017 −0.001        | 632.2+8.1 −7.0 | Trânsito                    | 92.15±0.10       | 0.80+0.036 −0.030         | 5,070+60 −57                            | [ 88 ]                                                                                                |
| 2MASS J04372171+2651014 b | 4±1                   |                          |                                 | 115                         | 1,450±50       | Imagem direta               | 417.9±1.5        | 0.165±0.015               | 3,100                                   | [ 89 ] [ 90 ]                                                                                         |
| TOI 1227 b                |                       | 0.854+0.067 −0.052       | 27.36397±0.00011                | 0.0886+0.0054 −0.0057       |                | Trânsito                    | 329.3±0.8        | 0.170±0.015               | 3,072±74                                | [ 91 ]                                                                                                |
| TOI-2285b                 |                       | 0.155±0.007              | 27.26955+0.00013 −0.00010       | 0.1363±0.0010               | 284±6          | Trânsito                    | 138.34±0.14      | 0.454±0.010               | 3,491±58                                | [ 92 ]                                                                                                |
| LHS 1678 b                | 0.0002±0.0003         | 0.062±0.004              | 0.8602322+0.0000068 −0.0000048  | 0.01251+0.00059 −0.00056    |                | Trânsito                    | 64.88±0.03       | 0.345±0.014               | 3490±50                                 | [ 93 ]                                                                                                |
| LHS 1678 c                | 0.0012+0.0013 −0.0008 | 0.088±0.006              | 3.694247+0.0000024 −0.0000021   | 0.0331+0.0016 −0.0015       |                | Trânsito                    | 64.88±0.03       | 0.345±0.014               | 3490±50                                 | [ 93 ]                                                                                                |
| HD 73583 b                | 0.0315±0.0098         | 0.253±0.009              | 6.3980418+0.0000065 −0.0000063  | 0.0601±0.0026               | 721±21         | Trânsito                    | 103.08±0.10      | 0.71±0.02                 | 4,511±110                               | Estrela-mãe também conhecida como TOI-560, emissão planetária de hélio detectada.                     |
| HD 73583 c                | 0.0302±0.0055         | 0.212±0.009              | 18.8797+0.00088 −0.00073        | 0.1236+0.0053 −0.0053       | 503±15         | Trânsito                    | 103.08±0.10      | 0.71±0.02                 | 4511±110                                | Estrela-mãe também conhecida como TOI-560                                                             |
| TOI-1807 b                | 0.0071+0.0015 −0.0018 | 0.165±0.004              | 0.549372±0.000007               | 0.0135+0.0013 −0.0022       | 1499+82 −129   | Trânsito                    | 133.88±0.25      | 0.750+0.025 −0.024        | 4757+51 −50                             | Estrela-mãe está se movendo conjuntamente com TOI-2076                                                |
| TOI-2076 b                |                       | 0.293±0.038              | 10.35566±0.00006                | 0.0631±0.0027               | 870±13         | Trânsito                    | 136.70±0.23      | 0.850+0.025 −0.026        | 5187+54 −53                             | Estrela-mãe está se movendo conjuntamente com TOI-1807                                                |
| TOI-2076 c                |                       | 0.396±0.004              | 21.01538+0.00084 −0.00074       | 0.0885±0.0038               | 734±11         | Trânsito                    | 136.70±0.23      | 0.850+0.025 −0.026        | 5187+54 −53                             | Estretla está se movendo junto com o TOI-1807                                                         |
| TOI-2076 d                |                       | 0.370±0.006              | 25.0893±0.01                    | 0.1138+0.0048 −0.0049       | 648±10         | Trânsito                    | 136.70±0.23      | 0.850+0.025 −0.026        | 5187+54 −53                             | Estrela-mãe está se movendo conjuntamente com TOI-1807                                                |
| TOI-2257 b                |                       | 0.196±0.010              | 35.189346                       | 0.145±0.003                 | 256+61 −17     | Trânsito                    | 188.5±0.3        | 0.33±0.02                 | 3430±130                                | Exoplaneta em zona habitável                                                                          |
| TOI-712 b                 | 0.0176                | 0.183+0.011 −0.007       | 9.531361+0.000018 −0.000017     | 0.07928+0.00096 −0.00091    | 650.0+6.0 −5.9 | Trânsito                    | 191.2±0.4        | 0.732+0.027 −0.025        | 4622+61 −59                             | [ 100 ]                                                                                               |
| TOI-712 c                 | 0.0274                | 0.241+0.008 −0.007       | 51.69906±0.00017                | 0.2447+0.0030 −0.0028       | 369.9+3.4 −3.3 | Trânsito                    | 191.2±0.4        | 0.732+0.027 −0.025        | 4622+61 −59                             | [ 100 ]                                                                                               |
| TOI-712 d                 | 0.0236                | 0.221+0.008 −0.007       | 84.83960+0.00043 −0.00040       | 0.3405+0.0041 −0.0039       | 313.6+2.9 −2.8 | Trânsito                    | 191.2±0.4        | 0.732+0.027 −0.025        | 4622+61 −59                             | [ 100 ]                                                                                               |
| OGLE-2019-BLG-0468Lb      | 3.43+1.83 −1.17       |                          |                                 | 3.29+4.15 −2.52             |                | Microlente                  | 14000±3000       | 0.92+0.49 −0.32           |                                         | Múltiplas soluções para parâmetros orbitais                                                           |
| OGLE-2019-BLG-0468Lc      | 10.22+5.46 −3.50      |                          |                                 | 2.77+3.49 −2.12             |                | Microlente                  | 14000±3000       | 0.92+0.49 −0.32           |                                         | Múltiplas soluções para parâmetros orbitais                                                           |
| KMT-2021-BLG-0912Lb       | 0.022+0.007 −0.008    |                          |                                 | 3.03+3.46 −2.46             |                | Microlente                  | 22000±3000       | 0.75+0.23 −0.28           |                                         | Múltiplas soluções para parâmetros orbitais                                                           |
| HD 137496 b               | 0.0127±0.0017         | 0.117±0.005              | 1.62116±0.00008                 | 0.02732±0.00019             | 2130+30 −29    | Trânsito                    | 509±6            | 1.035±0.022               | 5799±61                                 | [ 103 ]                                                                                               |
| HD 137496 c               | 7.66±0.11             |                          | 479.9+1.1 −1.0                  | 1.2163+0.0087 −0.0088       | 370±5          | Vel. radial                 | 509±6            | 1.035±0.022               | 5799±61                                 | [ 103 ]                                                                                               |
| HD 19615 b                | 8.5±0.7               |                          | 402±2                           | 1.1±0.1                     |                | Vel. radial                 | 872±7            | 1.1±0.1                   | 3,987±125                               | Estrela-mãe gigante vermelha                                                                          |
| HD 150010 b               | 2.4±0.4               |                          | 562±8                           | 1.1±0.1                     |                | Vel. radial                 | 473.4±2.1        | 1.3±0.1                   | 4256±125                                | Estrela-mãe gigante vermelha                                                                          |
| HD 174205 b               | 4.2±0.5               |                          | 582±17                          | 1.7±0.1                     |                | Vel. radial                 | 769±5            | 1.8±0.1                   | 4393±125                                | Estrela-mãe gigante vermelha                                                                          |
| KMT-2018-BLG-1988Lb       | 0.021+0.015 −0.011    |                          |                                 | 2.83+1.23 −0.97             |                | Microlente                  | 14000+6000 −5000 | 0.48+0.33 −0.25           |                                         | Múltiplas soluções para parâmetros orbitais                                                           |
| KOI-984b                  | 0.0544±0.0094         | 0.384±0.004              | 4.2881785±0.0000035             | 0.0504±0.0006               | 1022+31 −30    | Trânsito                    | 749±4            | 0.928±0.031               | 5295±150                                | Outro planeta no sistema em órbita mal limitada                                                       |
| TOI-2109b                 | 5.02±0.75             | 1.347±0.047              | 0.67247414±0.00000028           | 0.01791±0.00065             | 3631±69        | Trânsito                    | 846±9            | 1.447+0.075 −0.078        | 6530+160 −150                           | [ 107 ]                                                                                               |
| TOI-1238b                 | 0.0183±0.0035         | 0.108±0.010              | 0.764596+0.000016 −0.000013     | 0.0139±0.0008               | 1133±167       | Trânsito                    | 2030.44±0.20     | 0.59±0.02                 | 4089±54                                 | [ 108 ]                                                                                               |
| TOI-1238c                 | 0.0262±0.0059         | 0.188±0.013              | 3.294733+0.000040 −0.000047     | 0.037±0.002                 | 695±105        | Trânsito                    | 2030.44±0.20     | 0.59±0.02                 | 4089±54                                 | [ 108 ]                                                                                               |
| K2-99c                    | 8.4±0.2               |                          | 522.2±1.4                       | 1.43±0.01                   | 390±6          | Vel. radial                 | 1980             | 1.6                       | 5990                                    | [ 109 ]                                                                                               |
| HIP 5763b                 | 0.51                  |                          | 30.014+0.1528 −0.2842           | 0.170                       |                | Vel. radial                 | 104.17±0.14      | 0.72                      |                                         | [ 110 ]                                                                                               |
| HIP 34222b                | 0.83                  |                          | 160.0+2.7 −2.9                  | 0.492                       |                | Vel. radial                 | 74.55±0.09       | 0.62                      |                                         | [ 110 ]                                                                                               |
| HIP 86221b                | 0.71                  |                          | 2.224+0.0004 −0.0005            | 0.031                       |                | Vel. radial                 | 96±11            | 0.79                      |                                         | [ 110 ]                                                                                               |
| TOI-1842b                 | 0.214+0.040 −0.038    | 1.04+0.06 −0.05          | 9.5739+0.0002 −0.0001           | 0.01001±0.0007              |                | Trânsito                    | 729±7            | 1.46±0.03                 | 6230±50                                 | [ 111 ]                                                                                               |
| Gliese 367b               | 0.0017±0.0002         | 0.064±0.005              | 0.321962+0.000010 −0.000012     | 0.0071±0.0002               | 1745±43        | Trânsito                    | 30.695±0.016     | 0.45±0.011                | 3522±70                                 | [ 112 ]                                                                                               |
| HATS-74Ab                 | 1.46±0.14             | 1.032±0.021              | 1.73185606±0.00000055           | 0.02384±0.00011             | 895.1±5.7      | Trânsito                    | 952±12           | 0.601±0.008               | 3775±54                                 | Estrela-mãe também conhecida como TOI-737                                                             |
| HATS-75b                  | 0.491±0.039           | 0.884±0.013              | 2.7886556±0.0000011             | 0.032742+0.000134 −0.000099 | 772.3±2.3      | Trânsito                    | 640±4            | 0.6017+0.0074 −0.0055     | 3812±79                                 | Estrela-mãe também conhecida como TOI-552                                                             |
| HATS-76b                  | 2.629±0.089           | 1.079±0.031              | 1.9416423±0.0000014             | 0.02658+0.00021 −0.00029    | 939.8±6.7      | Trânsito                    | 1272±19          | 0.662+0.016 −0.021        | 3990±120                                | Estrela-mãe também conhecida como TOI-555                                                             |
| HATS-77b                  | 1.374+0.100 −0.074    | 1.165±0.021              | 3.0876262±0.0000016             | 0.03607±0.00025             | 828.3±5.9      | Trânsito                    | 1440±40          | 0.655±0.014               | 4082±69                                 | Estrela-mãe também conhecida como TOI-730                                                             |
| KOI-4777b                 |                       | 0.046±0.003              | 0.412000±0.000001               | 0.0080±0.0003               | 1180±20        | Trânsito                    | 565±4            | 0.41±0.02                 | 3515±69                                 | [ 114 ]                                                                                               |
| BD+60 1417b               | 15±5                  | 1.31±0.06                |                                 | 1662                        | 1303±74        | Imagem direta               | 146.65±0.09      | 1.0                       | 4993±124                                | Estrela-mãe jovem (≈100 milhões de anos)                                                              |
| b Centauri b              | 10.9±1.6              |                          | 200000±100000                   | 556±17                      |                | Imagem direta               | 325±10           | 8±2                       |                                         | Planeta circumbinário em sistema estelar invulgarmente massivo                                        |
| HD 360 b                  | 0.75+0.12 −0.15       |                          | 273.1+1.6 −0.8                  | 0.98+0.11 −0.03             |                | Vel. radial                 | 362              | 1.69+0.15 −0.53           | 4770                                    | [ 117 ]                                                                                               |
| Epsilon Piscium b         | 0.77+0.16 −0.10       |                          | 255.3+2.1 −1.4                  | 0.88+0.11 −0.10             |                | Vel. radial                 | 183.2            | 1.41+1.45 −0.50           | 4824                                    | Candidato planetário, não confirmado                                                                  |
| HD 10975 b                | 0.45+0.06 −0.15       |                          | 283.8+12.7 −0.1                 | 0.95+0.06 −0.08             |                | Vel. radial                 | 379              | 1.41+0.34 −0.35           | 4840                                    | [ 117 ]                                                                                               |
| HD 79181 b                | 0.64+0.06 −0.16       |                          | 273.1+1.3 −0.4                  | 0.90+0.07 −0.08             |                | Vel. radial                 | 337              | 1.28+0.32 −0.28           | 4862                                    | [ 117 ]                                                                                               |
| HD 99183 b                | 0.97+0.06 −0.25       |                          | 310.4+5.2 −1.7                  | 1.08+0.05 −0.07             |                | Vel. radial                 | 355              | 1.76+0.31 −0.30           | 4886                                    | [ 117 ]                                                                                               |
| Upsilon Leonis b          | 0.51+0.06 −0.26       |                          | 385.2+2.8 −1.3                  | 1.18+0.11 −0.32             |                | Vel. radial                 | 177.8            | 1.48+0.90 −0.38           | 4836                                    | [ 117 ]                                                                                               |
| HD 161178 b               | 0.57+0.02 −0.16       |                          | 279.3+1.0 −0.8                  | 0.85+0.05 −0.07             |                | Vel. radial                 | 351              | 1.06+0.25 −0.17           | 4786                                    | [ 117 ]                                                                                               |
| HD 219139 b               | 0.78+0.05 −0.20       |                          | 275.5+2.3 −1.0                  | 0.94+0.06 −0.07             |                | Vel. radial                 | 345              | 1.46+0.31 −0.29           | 4831                                    | [ 117 ]                                                                                               |
| Gamma Piscium b           | 1.34+0.02 −0.31       |                          | 555.1+6.0 −2.5                  | 1.32+0.05 −0.08             |                | Vel. radial                 | 138              | 0.99+0.17 −0.13           | 4742                                    | [ 117 ]                                                                                               |
| OGLE-2014-BLG-0676Lb      | 3.68+0.69 −1.44       |                          |                                 | 4.53+1.49 −2.50             |                | Microlente                  | 8700+2500 −4600  | 0.73+0.14 −0.29           |                                         | [ 118 ]                                                                                               |
| HD 103891 b               | 1.44+0.06 −0.05       |                          | 1919+14 −15                     | 3.27+0.02 −0.01             |                | Vel. radial                 | 179.0±0.4        | 1.28±0.01                 | 6,072±20                                | [ 119 ]                                                                                               |
| HD 105779 b               | 0.64±0.06             |                          | 2412+55 −52                     | 3.38±0.05                   |                | Vel. radial                 | 179.7±0.3        | 0.89±0.01                 | 5792±16                                 | [ 119 ]                                                                                               |
| HD 73583b                 |                       | 0.253+0.014 −0.011       | 6.3980661+0.0000095 −0.0000097  | 0.05995+0.00074 −0.00072    | 742.7+7.2 −7.0 | Trânsito                    | 102.97±0.10      | 0.701+0.026 −0.025        | 4574+62 −61                             | Estrela-mãe também conhecida como TOI 560                                                             |
| HD 73583c                 |                       | 0.2433+0.011 −0.0096     | 18.8805+0.0024 −0.0011          | 0.1233±0.0015               | 517.8+5 −4.9   | Trânsito                    | 102.97±0.10      | 0.701+0.026 −0.025        | 4574+62 −61                             | Estrela-mãe também conhecida como TOI 560                                                             |
| OGLE-2014-BLG-0319Lb      | 0.57+0.36 −0.31       |                          |                                 | 3.49+1.17 −1.12             |                | Microlente                  | 25000+4000 −9000 | 0.52+0.33 −0.29           |                                         | [ 121 ]                                                                                               |
| OGLE-2018-BLG-0383L b     | 0.0201+0.0173 −0.0088 |                          |                                 | 1.8±0.2                     |                | Microlente                  | 25000±2000       | 0.10+0.13 −0.05           |                                         | [ 122 ]                                                                                               |

## Listas específicas de exoplanetas
- Listas de exoplanetas
- Lista de exoplanetas descobertos antes de 2000 (32)
- Lista de exoplanetas descobertos entre 2000-2009 (379)
- Lista de exoplanetas descobertos em 2010 (109)
- Lista de exoplanetas descobertos em 2011 (179)
- Lista de exoplanetas descobertos em 2012 (149)
- Lista de exoplanetas descobertos em 2013 (151)
- Lista de exoplanetas descobertos em 2014 (878)
- Lista de exoplanetas descobertos em 2015 (151)
- Lista de exoplanetas descobertos em 2016 (1.513)
- Lista de exoplanetas descobertos em 2017 (158)
- Lista de exoplanetas descobertos em 2018 (306)
- Lista de exoplanetas descobertos em 2019 (172)
- Lista de exoplanetas descobertos em 2020 (264)
- Lista de exoplanetas descobertos em 2021 (242)
- Lista de exoplanetas descobertos em 2022 (314)
- Lista de exoplanetas descobertos em 2023 (75)
- Lista de exoplanetas potencialmente habitáveis
- Lista de nomes próprios de exoplanetas
- Lista de sistemas multiplanetários
- Lista dos primeiros exoplanetas
- Lista de exoplanetas extremos
- Lista de exoplanetas descobertos usando a sonda Kepler
- Lista de exoplanetas observados durante a missão K2 do Kepler
- Lista de candidatos de exoplanetas para água líquida
- Lista dos exoplanetas mais próximos
- Lista de candidatos a exoplaneta terrestres mais próximos
- Lista de exoplanetas em trânsito